# Thaton
Per l'estat xan anomenat en birmà Thaton, vegeu Hsatung
Pel regne de Thaton o Ramannadesa, vegeu Districte de Thaton
Thaton (birmà သဓို သထုံမြို့, Tha-Hton) és una ciutat de l'estat mon a Birmània, capital del districte de Thaton i del township de Thaton. En nom Thaton ve del món Sadhuim, derivació del pali Sudhammapura (de Sudharma la llei de Déu, segurament com a depositària de les escriptures budistes). Està situada a 
16° 55′ N, 97° 22′ E / 16.917°N,97.367°E, a les muntanyes de Martaban a uns 15 km del Golf de Martaban, que avui dia en són uns 30 km a causa de l'arena que està allunyant la costa. Als escrits budistes s'esmenta el país de Suvanna Bhumi, tradicionalment identificat amb Tahton, però avui dia posat en dubte. Sir Arthur Phayre identifica Thaton amb la Xeythoma visitada per Nicolo de' Conti vers 1430, però sobre això hi ha seriosos dubtes i probablement es tractaria de Sittang.
La població al cens de 1983 era de 61.790 habitants i l'estimació el 2007 era de 130.000 habitants. El 1853 tenia només 30 o 40 cases (200 o 300 habitants) però escollida capital de districte el 1895, el 1901 ja eren 14.342 habitants. El comitè municipal es va establir el 1887.

## Història
Vegeu Districte de Thaton

## Pagodes
- Shwesayan.
- Thagya o Muleik